# Dyskografia Jessie J
Dyskografia Jessie J – brytyjskiej wokalistki składa się z pięciu albumów studyjnych, jednej EP-ki oraz dziewiętnastu singli (wliczając 4 single jako z udziałem gościnnym), dwadzieścia jeden teledysków oraz pięć singli promujących.
W 2010 roku został wydany jej debiutancki singel, zatytułowany „Do It Like a Dude”, który dotarł do drugiego miejsca w Wielkiej Brytanii. Kolejnym singlem wokalistki było nagranie „Price Tag” nagrane z gościnnym udziałem amerykańskiego rapera B.o.B. Dotarło one do szczytu list przebojów we Francji, Irlandii, Nowej Zelandii i Wielkiej Brytanii. Singel był pierwszym utworem Jessie J, który znalazł się na amerykańskiej liście Billboard Hot 100, a dotarł tam do 23. miejsca. Zdobył także status sześciokrotnej platynowej płyty w Australii, złotej w Szwajcarii, Stanach Zjednoczonych i Wielkiej Brytanii oraz złotej płyty w Danii i Niemczech. 25 lutego 2011 roku został wydany jej pierwszy album studyjny, zatytułowany Who You Are, który zadebiutował na drugiej pozycji na brytyjskiej liście UK Albums Chart. Dotarł także do czwartego miejsca w Australii, Irlandii i Nowej Zelandii. Zdobył także status poczwórnie platynowej płyty w Wielkiej Brytanii i platynowej w Australii. Kolejnymi singlami z Who You Are były „Nobody’s Perfect” i „Who’s Laughing Now”, które tak jak poprzednie były notowane w Irlandii i Wielkiej Brytanii. 14 listopada 2011 roku została wydana reedycja albumu, na której znalazły się trzy nowe utwory, a wśród nich kolejny singel „Domino”, który był drugim w karierze piosenkarki utworem numer jeden na liście UK Singles Chart. Dotarł on także do szóstego miejsca na liście Billboard Hot 100 i zdobył status potrójnej platynowej płyty w Australii, platynowej w Stanach Zjednoczonych oraz złotej płyty w Danii.
Do 23 marca 2012 roku wokalistka sprzedała jedenaście milionów kopii swoich singli i dwa miliony kopii albumów na całym świecie.

## Albumy

### Albumy studyjne
| Rok                                                     | Dane dot. albumu | Najwyższe pozycje na listach | Najwyższe pozycje na listach | Najwyższe pozycje na listach | Najwyższe pozycje na listach | Najwyższe pozycje na listach | Najwyższe pozycje na listach | Najwyższe pozycje na listach | Najwyższe pozycje na listach | Najwyższe pozycje na listach | Najwyższe pozycje na listach | Najwyższe pozycje na listach | Najwyższe pozycje na listach | Najwyższe pozycje na listach | Najwyższe pozycje na listach | Najwyższe pozycje na listach | Najwyższe pozycje na listach | Najwyższe pozycje na listach | Najwyższe pozycje na listach | Najwyższe pozycje na listach | Certyfikat                                                       | Sprzedaż                                          |
| Rok                                                     | Dane dot. albumu | UK                           | AUS                          | AUT                          | BEL (FLA)                    | BEL (WAL)                    | CAN                          | DEN                          | ESP                          | FRA                          | GER                          | IRL                          | ITA                          | NLD                          | NOR                          | NZL                          | POR                          | SWE                          | SWI                          | USA                          | Certyfikat                                                       | Sprzedaż                                          |
| ------------------------------------------------------- | --- | ---------------------------- | ---------------------------- | ---------------------------- | ---------------------------- | ---------------------------- | ---------------------------- | ---------------------------- | ---------------------------- | ---------------------------- | ---------------------------- | ---------------------------- | ---------------------------- | ---------------------------- | ---------------------------- | ---------------------------- | ---------------------------- | ---------------------------- | ---------------------------- | ---------------------------- | ---------------------------------------------------------------- | ------------------------------------------------- |
| 2011                                                    | Who You Are - Wydany: 25 lutego 2011 - Wytwórnia: Island Records, Lava Records - Format: CD, digital download                | 2                            | 4                            | 22                           | 38                           | 26                           | 6                            | 5                            | —                            | 15                           | 18                           | 4                            | 74                           | 41                           | —                            | 4                            | —                            | —                            | 29                           | 11                           | - UK: 4× platyna - AUS: platyna - IRL: 2× platyna - NZL: platyna | - Świat: 2 500 000+ - AUS: 70 000+ - NZL: 15 000+ |
| 2013                                                    | Alive - Wydany: 23 września 2013 - Wytwórnia: Island Records, Lava Records - Format: CD, digital download                    | 3                            | 7                            | 36                           | 26                           | 34                           | —                            | —                            | 19                           | 104                          | 35                           | 6                            | —                            | 19                           | —                            | 18                           | —                            | —                            | 15                           | —                            | - UK: złoto                                                      |                                                   |
| 2014                                                    | Sweet Talker - Wydany: 13 października 2014 - Wytwórnia: Republic Records, Lava Records - Format: CD, digital download       | 5                            | 14                           | 25                           | 22                           | 42                           | 16                           | 26                           | 20                           | 131                          | 25                           | 11                           | 33                           | 19                           | 15                           | 13                           | 30                           | 15                           | 12                           | 10                           | - UK: srebro                                                     |                                                   |
| 2018                                                    | R.O.S.E. - Wydany: 22-25 maja 2018 - Wytwórnia: Republic Records, Lava Records - Format: CD, digital download                | —                            | —                            | —                            | —                            | —                            | —                            | —                            | —                            | —                            | —                            | —                            | —                            | —                            | —                            | —                            | —                            | —                            | —                            | —                            |                                                                  |                                                   |
| 2018                                                    | This Christmas Day - Wydany: 26 października 2018 - Wytwórnia: Republic Records, Lava Records - Format: CD, digital download | —                            | —                            | —                            | —                            | —                            | —                            | —                            | —                            | —                            | —                            | —                            | —                            | —                            | —                            | —                            | —                            | —                            | —                            | —                            |                                                                  |                                                   |
| „–” oznacza, że album nie był notowany na danej liście. | |                              |                              |                              |                              |                              |                              |                              |                              |                              |                              |                              |                              |                              |                              |                              |                              |                              |                              |                              |                                                                  |                                                   |

### Minialbumy (EP)
| Rok  | Dane dot. albumu                                                                                           |
| ---- | --- |
| 2012 | iTunes Festival - Wydany: 14 października 2012 - Wytwórnia: Universal, Republic - Format: digital download |

## Single

### Jako główny artysta
| Rok                                                      | Singel                                              | Pozycje na listach przebojów | Pozycje na listach przebojów | Pozycje na listach przebojów | Pozycje na listach przebojów | Pozycje na listach przebojów | Pozycje na listach przebojów | Pozycje na listach przebojów | Pozycje na listach przebojów | Pozycje na listach przebojów | Pozycje na listach przebojów | Pozycje na listach przebojów | Certyfikat | Album                  |
| Rok                                                      | Singel                                              | UK                           | AUS                          | AUT                          | DAN                          | FRA                          | GER                          | HOL                          | IRL                          | KAN                          | NZ                           | USA                          | Certyfikat | Album                  |
| -------------------------------------------------------- | --------------------------------------------------- | ---------------------------- | ---------------------------- | ---------------------------- | ---------------------------- | ---------------------------- | ---------------------------- | ---------------------------- | ---------------------------- | ---------------------------- | ---------------------------- | ---------------------------- | --- | ---------------------- |
| 2010                                                     | „Do It Like a Dude”                                 | 2                            | 66                           | 62                           | 16                           | 71                           | 41                           | 95                           | 11                           | –                            | 8                            | –                            | - UK: złota płyta | Who You Are            |
| 2011                                                     | „Price Tag” (wraz z B.o.B)                          | 1                            | 2                            | 11                           | 14                           | 1                            | 3                            | 2                            | 1                            | 4                            | 1                            | 23                           | - UK: platynowa płyta - AUS: 6× platynowa płyta - DEN: złota płyta - GER: złota płyta - SWI: platynowa płyta - USA: platynowa płyta                          | Who You Are            |
| 2011                                                     | „Nobody’s Perfect”                                  | 9                            | 9                            | 33                           | 27                           | –                            | 40                           | 34                           | 14                           | –                            | 10                           | –                            | - AUS: 2× platynowa płyta | Who You Are            |
| 2011                                                     | „Who’s Laughing Now”                                | 16                           | –                            | –                            | –                            | –                            | –                            | –                            | 28                           | –                            | –                            | –                            | - UK: Srebro | Who You Are            |
| 2011                                                     | „Domino”                                            | 1                            | 5                            | 26                           | 22                           | 11                           | 22                           | 14                           | 1                            | 7                            | 3                            | 6                            | - AUS: 3× platynowa płyta - DEN: złota płyta - USA: platynowa płyta                                                                                          | Who You Are            |
| 2011                                                     | „Who You Are”                                       | 8                            | 86                           | –                            | –                            | –                            | –                            | –                            | 23                           | 85                           | –                            | 112                          | - UK: Złoto | Who You Are            |
| 2012                                                     | „LaserLight” (wraz z Davidem Guettą)                | 5                            | 48                           | –                            | –                            | –                            | –                            | –                            | 9                            | –                            | 19                           | –                            | - UK: Srebro | Who You Are            |
| 2012                                                     | „Silver Lining (Crazy 'Bout You)"                   | 100                          | –                            | –                            | –                            | –                            | 66                           | –                            | –                            | –                            | –                            | –                            | | Silver Lining Playbook |
| 2013                                                     | „WILD" (gościnnie: Big Sean, Dizzee Rascal)         | 5                            | 6                            | 34                           | 16                           | 160                          | 12                           | 63                           | 9                            | –                            | 24                           | 104                          | - BPI: Gold - ARIA: 2× Platinum - IFPI DEN: Gold | Alive                  |
| 2013                                                     | „It's My Party"                                     | 3                            | 12                           | –                            | –                            | –                            | –                            | –                            | 12                           | –                            | –                            | –                            | - BPI: Silver - ARIA: Gold | Alive                  |
| 2013                                                     | „Thunder"                                           | 18                           | 100                          | –                            | –                            | –                            | –                            | –                            | 55                           | –                            | –                            | –                            | | Alive                  |
| 2014                                                     | „Bang Bang" (gościnnie: Ariana Grande, Nicki Minaj) | 1                            | 4                            | 12                           | 10                           | 47                           | 13                           | 7                            | 1                            | 3                            | 4                            | 3                            | - BPI: 2× Platinum - ARIA: 3× Platinum - BVMI: Gold - IFPI DEN: Platinum - MC: 5× Platinum - RIAA: 6× Platinum - RMNZ: 2× Platinum - POL: 4× platynowa płyta | Sweet Talker           |
| 2014                                                     | „Burnin' Up" (gościnnie: 2 Chainz)                  | 73                           | 63                           | –                            | –                            | –                            | –                            | –                            | –                            | 100                          | –                            | 86                           | | Sweet Talker           |
| 2015                                                     | „Masterpiece"                                       | 159                          | 14                           | 9                            | –                            | –                            | 10                           | –                            | –                            | 74                           | 13                           | 65                           | - ARIA: Platinum - BVMI: Gold - RMNZ: Gold | Sweet Talker           |
| 2015                                                     | „Flashlight"                                        | 13                           | 2                            | 37                           | –                            | 86                           | 38                           | 55                           | 31                           | 57                           | 7                            | 61                           | - BPI: Gold - ARIA: Platinum - BVMI: Gold - IFPI DEN: Gold - RMNZ: Gold                                                                                      | Pitch Perfect 2        |
| 2017                                                     | „Real Deal"                                         | –                            | –                            | –                            | –                            | –                            | –                            | –                            | –                            | –                            | –                            | –                            | | R.O.S.E.               |
| 2017                                                     | „Think About That"                                  | –                            | –                            | –                            | –                            | –                            | –                            | –                            | –                            | –                            | –                            | –                            | | R.O.S.E.               |
| 2017                                                     | „Not My Ex"                                         | –                            | –                            | –                            | –                            | –                            | –                            | –                            | –                            | –                            | –                            | –                            | | R.O.S.E.               |
| 2017                                                     | „Queen"                                             | –                            | –                            | –                            | –                            | –                            | –                            | –                            | –                            | –                            | –                            | –                            | | R.O.S.E.               |
| 2018                                                     | „Love Will Save The World"                          | –                            | –                            | –                            | –                            | –                            | –                            | –                            | –                            | –                            | –                            | –                            | | —                      |
| 2019                                                     | „Brave" (wraz z Don Diablo)                         | –                            | –                            | –                            | –                            | –                            | –                            | –                            | –                            | –                            | –                            | –                            | | —                      |
| „–” oznacza, że singel nie był notowany na danej liście. |                                                     |                              |                              |                              |                              |                              |                              |                              |                              |                              |                              |                              | |                        |

### Z gościnnym udziałem
| Rok                                                      | Singel                                                                 | Pozycje na listach przebojów | Pozycje na listach przebojów | Pozycje na listach przebojów | Pozycje na listach przebojów | Pozycje na listach przebojów | Album           |
| Rok                                                      | Singel                                                                 | UK                           | AUT                          | GER                          | HOL                          | SWI                          | Album           |
| -------------------------------------------------------- | ---------------------------------------------------------------------- | ---------------------------- | ---------------------------- | ---------------------------- | ---------------------------- | ---------------------------- | --------------- |
| 2011                                                     | „Up” (Singel Jamesa Morrisona)                                         | 30                           | 24                           | 19                           | 70                           | 37                           | The Awakening   |
| 2012                                                     | „Remember Me" (Singel Daley)                                           | 24                           |                              | –                            |                              |                              | Alone Together  |
| 2014                                                     | „Calling All Hearts" (Singel DJ Cassidy gościnnie: Robin Thicke)       | 6                            |                              | –                            |                              |                              | Paraside Royale |
| 2016                                                     | „#WHERESTHELOVE" (Singel The Black Eyed Peas gościnnie: różni artyści) | 47                           |                              | –                            |                              |                              | —               |
| 2017                                                     | „Bridge Over Troubled Water" (jako część Artists for Grenfell)         | 1                            |                              | –                            |                              |                              | —               |
| „–” oznacza, że singel nie był notowany na danej liście. |                                                                        |                              |                              |                              |                              |                              |                 |

### Single promocyjne
| Rok                                                      | Singel                       | Pozycje na listach przebojów | Album        |
| Rok                                                      | Singel                       | AUS                          | Album        |
| -------------------------------------------------------- | ---------------------------- | ---------------------------- | ------------ |
| 2011                                                     | „Casualty of Love”           | –                            | Who You Are  |
| 2013                                                     | „Square One"                 | –                            | Alive        |
| 2014                                                     | „Personal"                   | –                            | Sweet Talker |
| 2014                                                     | „Sweet Talker"               | –                            | Sweet Talker |
| 2014                                                     | „Ain't Been Done"            | 47                           | Sweet Talker |
| 2016                                                     | „Can't Take My Eyes Off You" | –                            | —            |
| „–” oznacza, że singel nie był notowany na danej liście. |                              |                              |              |

## Teledyski
| Rok  | Tytuł                            | Reżyser                           |
| ---- | -------------------------------- | --------------------------------- |
| 2010 | „Do It Like a Dude”              | Emil Nava                         |
| 2011 | „Price Tag”                      | Emil Nava                         |
| 2011 | „Nobody’s Perfect”               | Emil Nava                         |
| 2011 | „Who’s Laughing Now”             | Emil Nava                         |
| 2011 | „Who You Are”                    | Emil Nava                         |
| 2011 | „Domino”                         | Emil Nava                         |
| 2011 | „Up”                             | Leanne Stott                      |
| 2011 | „Domino”                         | Ray Kay                           |
| 2012 | „LaserLight”                     | Emil Nava                         |
| 2012 | „Silver Lining (Crazy 'Bout You) | Andrew Logan                      |
| 2013 | "Wild"                           | Emil Nava                         |
| 2013 | "It's My Party"                  | Emil Nava                         |
| 2013 | "Thunder"                        | Emil Nava                         |
| 2014 | "Bang Bang"                      | Hannah Lux Davis                  |
| 2014 | "Burnin' Up"                     | Hannah Lux Davis                  |
| 2014 | "Masterpiece"                    | Tabitha Denholm                   |
| 2015 | "Flashlight"                     | Hannah Lux Davis                  |
| 2016 | "Can't Take My Eyes Off You"     | Rankin                            |
| 2017 | "Real Deal" (lyric video)        | Jake Stark                        |
| 2017 | "Think About That"               | Erik Rojas, Brian Ziff & Jessie J |
| 2017 | "Not My Ex"                      | Brian Ziff                        |
| 2018 | "Queen" (acoustic)               | Allie Snow                        |
| 2018 | "Queen"                          | Marc Klasfeld                     |